# 時間旅行 (T-SQUAREのアルバム)
『時間旅行』（じかんりょこう）は、T-SQUAREの36枚目のアルバム。
2010年5月26日にリリース。

## 解説
スクェア36枚目のオリジナルアルバム。メンバー4人全員作曲楽曲を収録。
本作のレコーディングは、デモテープを作らずに行われた。
従来、各メンバーが完成形に近い形のデモテープを作成し持ち寄り、選曲会議を経てレコーディングを行うスタイルをとっていたT-SQUAREとして実験的なアルバム。
キーボード・ピアノ奏者の河野啓三は、リードナンバーの「Fantastic Story 〜時間旅行〜」を手掛けた。楽曲を制作した意図は「T-SQUAREのスタンダードな魅力と、現在と未来の魅力を同時に表現するために制作した」とローチケHMVのインタビューで述べている。
河野は5曲目「Behind Lavender」作曲も担当、前述インタビューで映画「時をかける少女」をモチーフにしたと述べている。「Behind Lavender」のレコーディングにはジャムセッションのスタイルが取り入れられた。
10曲目「MJ」は、サックス奏者の伊東たけしがマイケル・ジャクソンに捧げ作った曲である。

## 収録曲
1. Fantastic Story 〜時間旅行〜 - 河野啓三作曲
2. Morning Delight - 坂東慧作曲
3. A Little Way Off - 安藤正容作曲
4. Ocean Express - 坂東慧作曲
5. Behind Lavender - 河野啓三作曲
6. Cosmic Pancake - 安藤正容作曲
7. World Star - 伊東たけし作曲
8. Wild River - 安藤正容作曲
9. AiAiSa - 河野啓三作曲
10. MJ - 伊東たけし作曲

## ミュージシャン
- T-SQUARE
  - 安藤正容 -  Acoustic Guitar, Electric Guitar, Programming
  - 伊東たけし - Alto Sax, EWI
  - 河野啓三 - Acoustic Piano, Keyboards, Programming
  - 坂東慧 - Drums, Percussions, Synth Bass, Programming

- Guest Musicians
  - 田中晋吾 - Electric Bass (Track-1,3,4,5,6,7,8,9,10)